# Plagiognathus obscurus
Plagiognathus obscurus är en insektsart som beskrevs av Philip Reese Uhler 1872. Plagiognathus obscurus ingår i släktet Plagiognathus och familjen ängsskinnbaggar. Inga underarter finns listade i Catalogue of Life.